# Ilham Yadullayev
Ilham Yadullayev (en azéri : İlham Yadullayev), né le 17 septembre 1975 en Azerbaïdjan, est un footballeur international azerbaïdjanais assigné au poste de défenseur entre 1993 et 2010.

## Biographie

### Carrière de joueur
Ilham Yadullayev dispute 6 matchs en Ligue des champions, et deux matchs en Coupe de l'UEFA,.

### Carrière internationale
Ilham Yadullayev compte 37 sélections avec l'équipe d'Azerbaïdjan entre 1998 et 2004. 
Il est convoqué pour la première fois par le sélectionneur national Vagif Sadygov pour un match des éliminatoires de l'Euro 2000 contre le Liechtenstein le 14 octobre 1998 (défaite 2-1). Il reçoit sa dernière sélection le 18 février 2004 contre Israël (défaite 6-0).

## Palmarès
- Avec le Neftchi Bakou
  - Champion d'Azerbaïdjan en 1996
  - Vainqueur de la Coupe d'Azerbaïdjan en 1996 et 1999

- Avec le FK Shamkir
  - Champion d'Azerbaïdjan en 2002